# Buļļi
Buļļi ou Rītabuļļi est un voisinage de l'arrondissement de Kurzeme du nord-ouest de Riga (Lettonie),.
Sa partie occidentale près du Lielupe est nommée Vakarbuļļi.

## Géographie
Bulli est un quartier de la rive gauche du fleuve Daugava. 
Les limites du quartier de Buļļi sont la frontière de la ville, le golfe de Riga, le chemin du golfe de Riga, la rue Dzintara iela, et une ligne droite parallèle à la rue Roņu iela.
Le quartier de Bulli est situé à l'extrême nord-ouest de Riga, sur l'île de Bulli. Il borde les quartiers de Daugavgrīva et Kleisti, ainsi que la ville de Jurmala. 
Administrativement, ce quartier est situé dans le arrondissement de Kurzeme de la ville de Riga.
La superficie du quartier est de 7,497 km2, soit 1,5 fois plus que la superficie moyenne des quartiers de Riga. Le long du périmètre, la longueur de la frontière du quartier est de 12,541 km. L'altitude minimale du relief environnant correspond au niveau de la mer, mais son altitude maximale est de 14 m. 
Dans la zone de Lielupe à Rītabulļi, le territoire est caractérisé par un terrain de petites collines de dunes boisées et irrégulières et des dépressions de déflation (2 à 10 mètres au-dessus du niveau de la mer).
Dans la situation actuelle, un réseau de rues ne peut être observé qu'à Rītabulļi, tandis que la partie ouest est principalement couverte de forêts, la zone des demeures de Vakarbulļi borde le territoire de l'ancienne réserve naturelle de Vakarbulļi, dont les habitants pratiquent la pêche depuis plusieurs générations. De plus, une grande partie du territoire du quartier de Buļļi est incluse dans le parc naturel Piejūra (lv), créé en 1962 de Vecākai à l'embouchure du Gauja, afin de préserver les forêts de dunes, les avant-falaises et la plage.

## Transports
La ligne de bus n° 36 (Vakarbulli - Imanta-5) dessert Bulli.
En été, les fins de semaine, la ligne de bus n° 3 (Plavnieki - Bolderaja - Vakarbulli) est également prolongée jusqu'à Vakarbulli.

## Galerie

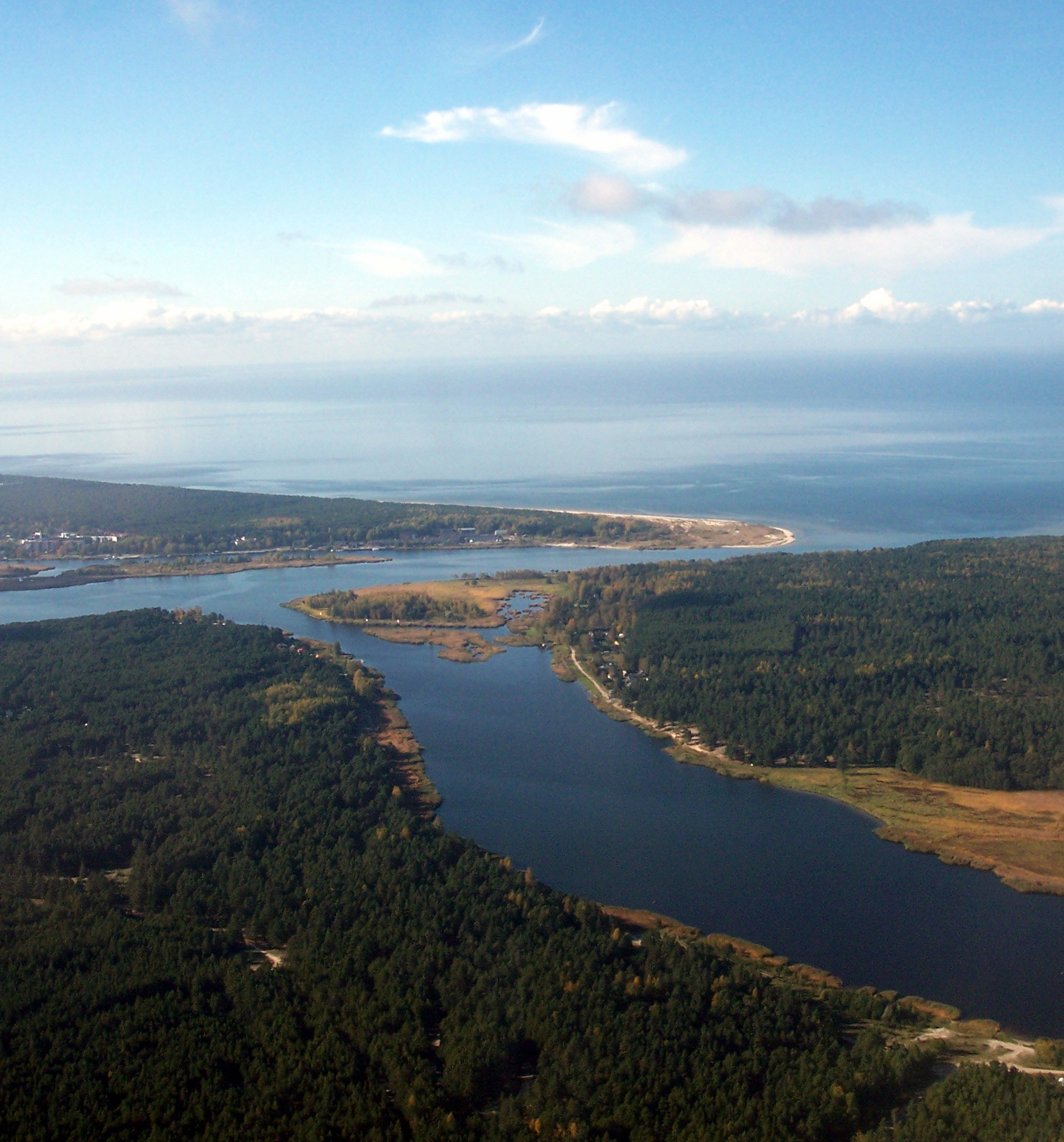
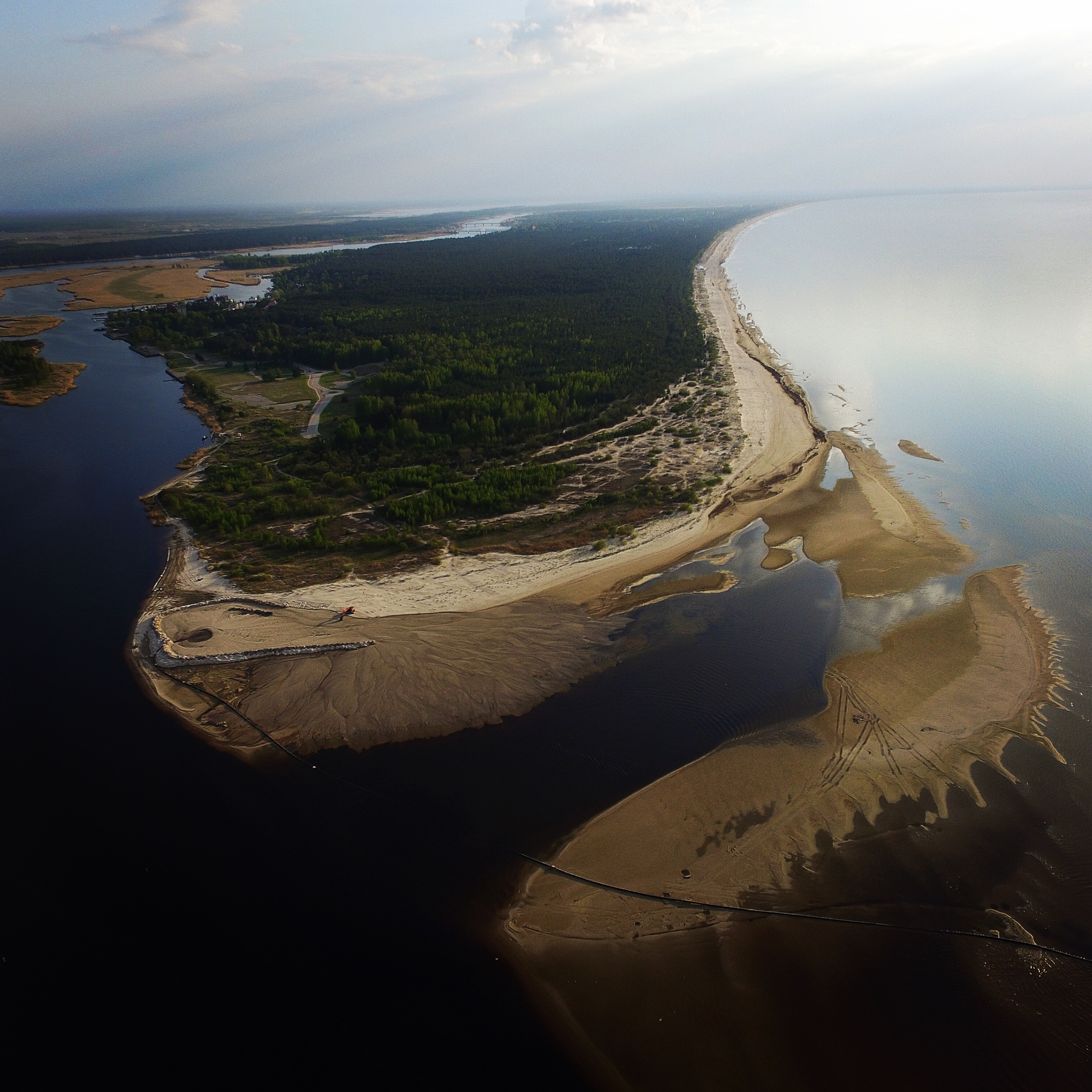
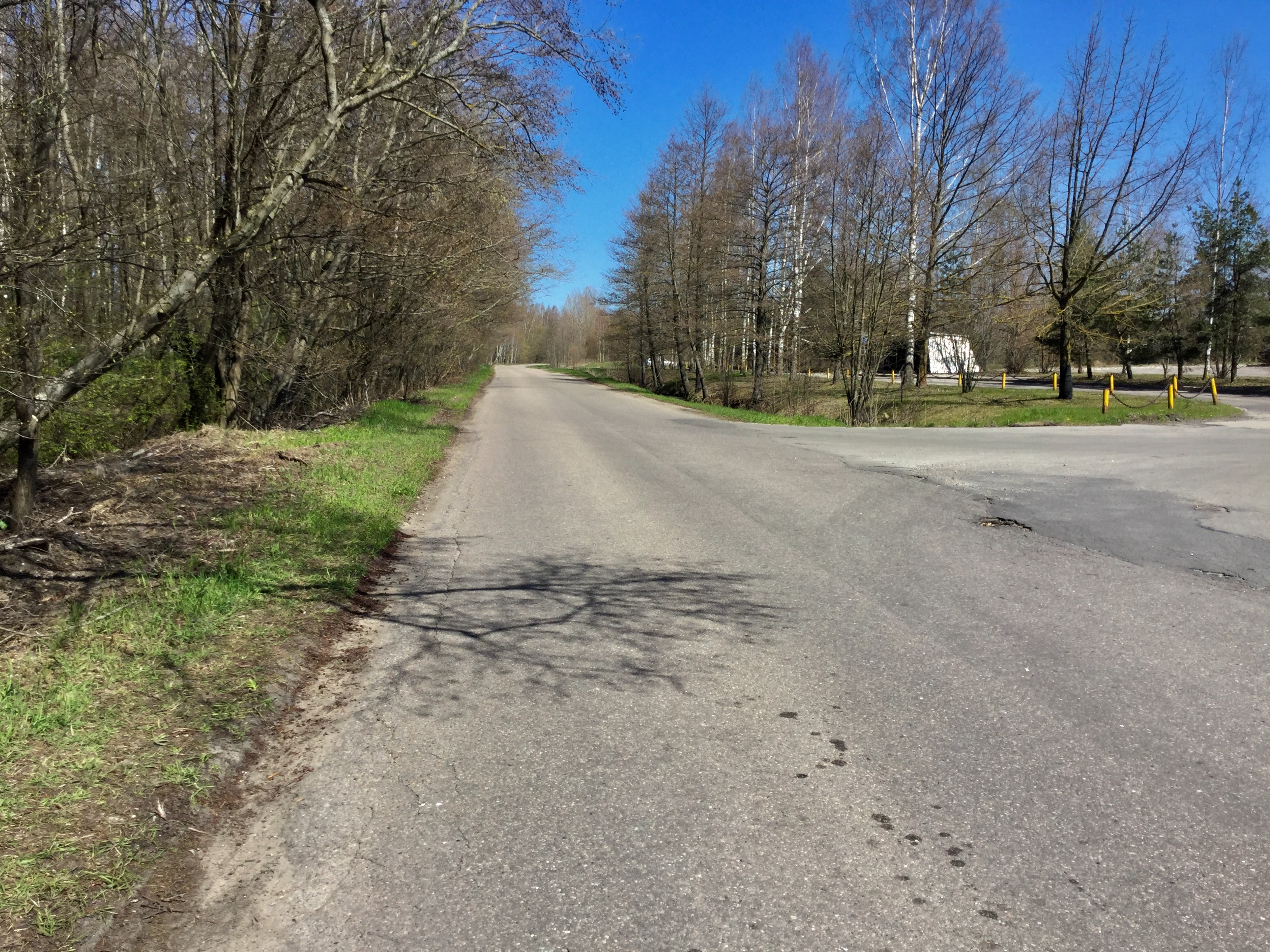
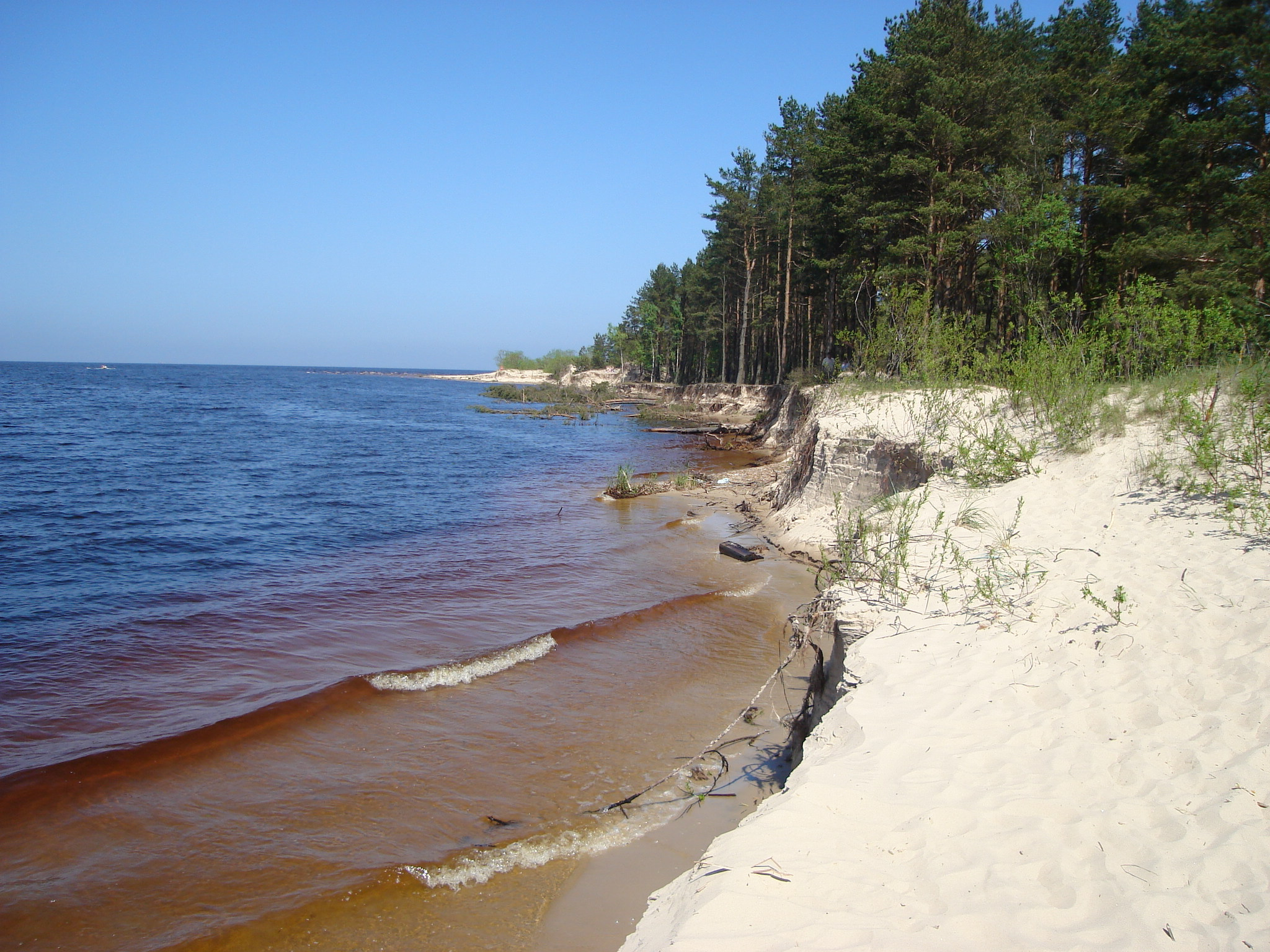